# Ом (физика)
Вижте пояснителната страница за други значения на Ом.
Единицата за електрично съпротивление в SI се нарича ом и се означава с главната гръцка буква омега (Ω). Тя носи името на немския физик Георг Ом (Georg Simon Ohm, 1789 – 1854), който е открил връзката между напрежението, тока и съпротивлението за всяка част от една електрична верига, наречена Закон на Ом. Този закон се изразява чрез уравнението
{\displaystyle R={\frac {U}{I}}}, където
{\displaystyle R} е съпротивлението, {\displaystyle U} е напрежението и {\displaystyle I} е токът.
Съгласно този закон, един проводник има съпротивление един ом, ако напрежение от един волт предизвиква в него електричен ток 1 ампер.
Съпротивлението може също така да се представи и чрез основни SI единици:
{\displaystyle R={\frac {P}{I^{2}}}}
Изразено с думи, това означава, че проводник, който разсейва един ват мощност при протичащ през него един ампер ток, има съпротивление един ом.
Единицата ом се използва също за измерване на активното съпротивление и реактанса при комплексно съпротивление.
Реципрочната стойност на съпротивлението се нарича електрическа проводимост, означава се с G и се измерва в сименси (S):
{\displaystyle G={\frac {1}{R}}}
Това означава, че:
{\displaystyle 1S={\frac {1}{1\Omega }}=1\Omega ^{-1}}
Единицата за електрическа проводимост е наречена на името на Вернер фон Сименс (Ernst Werner von Siemens, 1816 – 1892), немски изобретател и индустриалец.
Електрическото съпротивление на един линеен проводник е правопропорционално на дължината му {\displaystyle l} и обратнопропорционално на сечението му {\displaystyle S}:
{\displaystyle R=\rho {\frac {l}{S}}}
Величината {\displaystyle \rho } се нарича специфично електрическо съпротивление и се измерва с единицата Ω.m (ом по метър). Тази величина зависи от температурата – при някои вещества се увеличава с увеличаване на температурата, а при други – намалява.
Реципрочната стойност на специфичното електрическо съпротивление се нарича специфична електрическа проводимост и се измерва с единицата S/m (сименс на метър):
{\displaystyle \sigma ={\frac {1}{\rho }}}

## Кратни и дробни единици
Образуват се с помощта на представки SI.
| Кратна   | Кратна   | Кратна    | Дробна   | Дробна   | Дробна    |
| величина | название | означение | величина | название | означение |
| -------- | -------- | --------- | -------- | -------- | --------- |
| 101 Ω    | декаом   | daΩ       | 10−1 Ω   | дециом   | dΩ        |
| 102 Ω    | хектоом  | hΩ        | 10−2 Ω   | сантиом  | cΩ        |
| 103 Ω    | килоом   | kΩ        | 10−3 Ω   | милиом   | mΩ        |
| 106 Ω    | мегаом   | MΩ        | 10−6 Ω   | микроом  | µΩ        |
| 109 Ω    | гигаом   | GΩ        | 10−9 Ω   | наноом   | nΩ        |
| 1012 Ω   | тераом   | TΩ        | 10−12 Ω  | пикоом   | pΩ        |
| 1015 Ω   | петаом   | PΩ        | 10−15 Ω  | фемтоом  | fΩ        |
| 1018 Ω   | ексаом   | EΩ        | 10−18 Ω  | атоом    | aΩ        |
| 1021 Ω   | сетаом   | ZΩ        | 10−21 Ω  | септоом  | zΩ        |
| 1024 Ω   | йотаом   | YΩ        | 10−24 Ω  | йоктоом  | yΩ        |